# ام‌وی‌ام ایکس۳۳
نام ام‌وی‌ام ایکس۳۳ توسط مدیران خودرو برای خودروهای زیر در بازار ایران استفاده شده است:
- ام‌وی‌ام ایکس۳۳ ۱۳۸۹ تا ۱۳۹۳
- ام‌وی‌ام نیو ایکس۳۳ ۱۳۹۳ تا ۱۳۹۵
- ام‌وی‌ام ایکس۳۳اس ۱۳۹۵ تا ۱۳۹۹
- ام‌وی‌ام ایکس۳۳اس ای‌تی اسپرت ۱۳۹۹ تا ۱۴۰۱
- ام‌وی‌ام ایکس۳۳ کراس از ۱۴۰۲ (برنامه‌ریزی شده)